# Kantonsschule Beromünster
Die Kantonsschule Beromünster ist ein öffentliches Gymnasium in Beromünster im Kanton Luzern. Die Schule ist eines der ältesten Gymnasien der Schweiz. Sie geht zurück auf eine mittelalterliche Stiftsschule des Chorherrenstifts Beromünster, welche im 15. Jahrhundert zur Lateinschule und 1866 zur kantonalen Mittelschule wurde.

## Geschichte
Die Geschichte der Stiftsschule reicht weit ins Mittelalter zurück. Im ältesten Totenbuch zum 20. August 1047 im Gedenken an den Stifter Ulrich I. von Lenzburg ist vermerkt: «2 Schillinge den Schülern für Birnen». Im Jahre 1226 lag die Schulleitung beim urkundlich erwähnten Scholasticus. Ab dem späten 16. Jahrhundert richtete sich die Schule nach dem Lehrplan der Jesuiten. 1866 wurde die Stiftsschule zu einem Progymnasium mit Realklassen umgestaltet, deren Ziel gemäss dem Bildungspionier Ignaz Paul Vitalis Troxler eine «ganzheitliche höhere Bildung» war. 1964 wurde die Schule vom Stift losgelöst und bis 1977 erfolgte der Ausbau zur vollwertigen kantonalen Maturitätsschule.

## Schulform
Die Kantonsschule Beromünster ist ein Langzeitgymnasium, die Ausbildung dauert sechs Jahre. Der Eintritt erfolgt gewöhnlich nach der 6. Klasse der Primarschule. Die Ausbildung endet mit der Matura.

## Angebote
An der Kantonsschule Beromünster muss eines der folgenden Schwerpunktfächer gewählt werden:
- Physik und Anwendungen der Mathematik
- Italienisch
- Latein
- Bildnerisches Gestalten
- Musik

Die Schüler besuchen ihr gewähltes Schwerpunktfach grundsätzlich ab der 9. Klasse. Physik und Anwendungen der Mathematik ist das einzige Fach, welches erst ab der 10. Klasse unterrichtet wird.
Ab der 11. Klasse muss zusätzlich eines der folgenden Ergänzungsfächer gewählt werden:
- Informatik
- Chemie
- Biologie
- Geografie
- Geschichte
- Wirtschaft und Recht
- Religion und Ethik
- Pädagogik und Psychologie